# Милчић
Милчић је салашарско насеље, једно од 16 насеља града Сомбора.

## Географија
Салашко насеље Милчић или Милчићи се налази североисточно од Сомбора, десно од пута Сомбор - Светозар Милетић, на око 500 метара у атару. У центру насеља се налази школа.

## Историја
Милчићи се помињу као сомборска пустара још давне 1720. године.
На мапи “Сомбор - војни шанац” евидентиран је 1746. године као Милшић. Исте године, према првом попису власника имања налазимо презимена као што су: Ћорић, Ћосић, Кикошев, Стојачић, Стојшић, Шарчански, Томић, Васиљевић, Вукадиновић, Гајићев (касније бележена са презименом Стојков), Лазић, Обушковић, Павловић, Пројин, Пушибрк и Радошев. 
У поседу грофа Адама Баћања био је 1754. године. 
Први званичан упис под данашњим именом забележен је 1800. године. На иницијативу Аврама Мразовића 1822. године основана је школа, која је радила свега десетак година. Разговори о поновном покретању школе вођени су 1853. године, а отворена је тек након деведесет година и била је амбулантног типа. Капела је изграђена 1858. године. 
Према попису, Милчић и Обзир су 1961. године имали 264 домаћинства са 868 становника. Електричну струју су добили 1963. године.

## Модерно доба
Данас, некадашња школа и Дом културе се налазе у једној згради, мада је школски део објекта урушен. У делу који је некада припадао Дому културе налазе се продавница и откупна станица за млеко. Према попису, у Милчићу има око 150 становника у 49 домаћинстава. У насељу постоје телефонске линије, пут је асфалтиран, али водовод и канализација нису изграђени. У току је пројекат спајања салаша са Чонопљом, на чему ради Месна заједница “Црвенка”.